# 非点収差

非点収差のモデル

非点収差 (astigmatism) とは、光軸外の1点を光源とする光が、レンズに対して同心円方向と直径方向で焦点距離がずれる収差をいう。
球面収差、コマ収差、像面湾曲、歪曲収差と並んでザイデル収差の一つである。
望遠鏡や広角レンズによる星野写真の周辺部で鳥が羽根を広げたような星像を見かけることがあるのは、非点収差によるものである。
非点収差と像面湾曲は密接な関係にある。像面湾曲による像面が、同心円方向の像と、直径方向の像で異なった面になっていると、それが非点収差になる。
英語のアスティグマティズムには「乱視」の意味もあり、またレンズ関係者が「アス」という場合レンズや鏡を締めすぎて点光源像が変形する現象を含める場合もあるので注意が必要とされている。